# Morysin

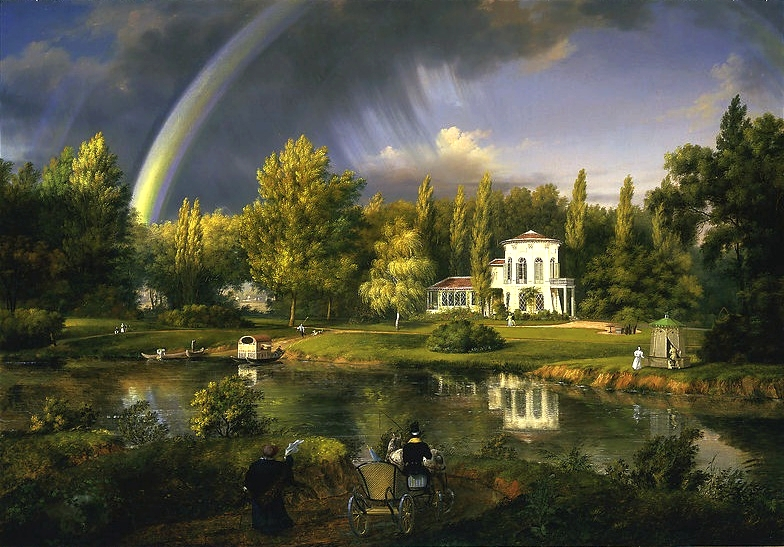
Morysin na obrazie Wincentego Kasprzyckiego, 1834

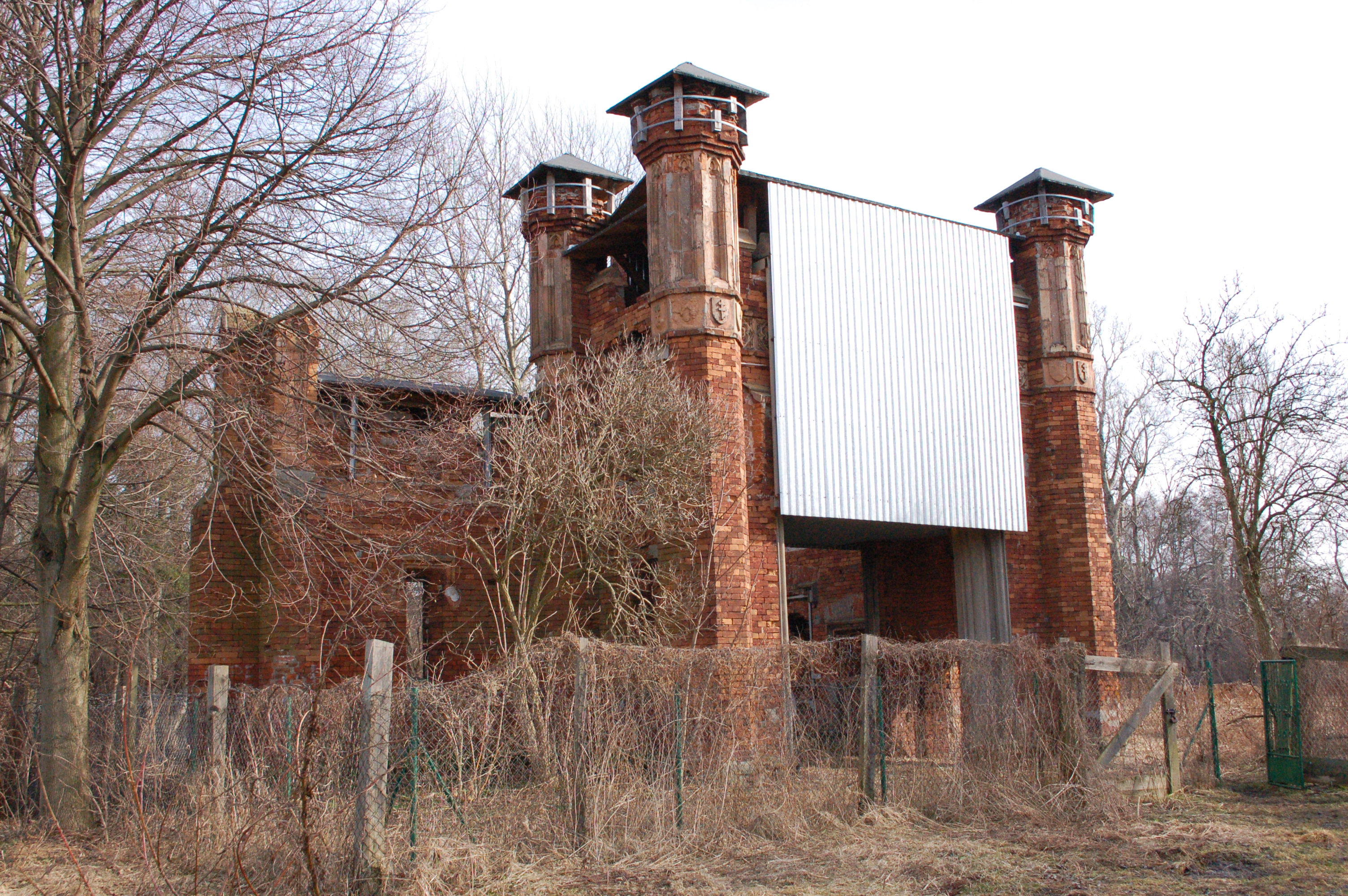
Brama wjazdowa na teren parku

Morysin – obszar leżący w granicach obszaru MSI Wilanów Królewski pomiędzy Kanałem Sobieskiego i Jeziorem Wilanowskim na zachodzie, a rzeczką Wilanówką na wschodzie.

## Opis
Do końca XVIII wieku obecny obszar Morysina w całości był porośnięty lasem łęgowym, który ze względu na naturalne granice pełnił funkcję zwierzyńca. Nosił on nazwę Lasku na Kępie. Na początku XIX wieku z inicjatywy Aleksandry Potockiej jego północną część przekształcono w park romantyczny i nazwano Morysinem na cześć najmłodszego wnuka Potockich – Maurycego Eustachego, nazywanego zdrobniale Morysiem.
W październiku 1941 w pobliżu parku w Marysinie Niemcy utworzyli oddział roboczy jeńców radzieckich, filię obozu w Beniaminowie, liczący ok. 450 osób. Podczas jego likwidacji w grudniu 1944 przy życiu pozostawało ok. 60 jeńców.

### Zabytki
- Brama neogotycka z 1846 roku (w ruinie), proj. Henryk Marconi
- Pałacyk klasycystyczny w kształcie rotundy z 1811 roku (w ruinie), proj. Chrystian Piotr Aigner
- Dom Dozorcy z 1850 roku (w ruinie), proj. Franciszek Maria Lanci
- Oraculum składające się z kamiennej figury pogańskiego bóstwa i dwóch kolumn[2] z 1825 roku (w ruinie)
- Gajówka drewniana z 1846 roku

W północnej części Morysina znajduje się rezerwat przyrody Morysin.